# Айдаш, Юрий Григорьевич
Юрий Григорьевич Айдаш (Григорьев) (22 июня 1938, деревня Сявалкасы, Вурнарский район, Чувашская АССР — 9 ноября, 2014, Чебоксары, Чувашская Республика) — чувашский прозаик, поэт, переводчик.
Член Союза писателей СССР (1974), лауреат премии Чувашского Комсомола имени Сеспеля Мишши (1980), лауреат Чувашской государственной премии имени К. В. Иванова (1991), заслуженный деятель искусств Чувашской Республики (1996).

## Биография
Родился в деревне Сявалкасы Вурнарского района Чувашской АССР.
Окончил Казанский государственный университет. Обучал детей в Дрожжановском районе Татарской АССР. Трудился литературным редактором Чувашского комитета по телевидению и радиовещанию, заведующим редакции Чувашского книжного издательства, заместителем редактора журнала Тăван Атăл.
Умер 9 ноября 2014 года в Чебоксарах.

## Произведения
На чувашском:
- «Йĕплĕ роза» (1969);
- «Кăнтăр çутинче» (1974);
- «Тĕлпулу» (1972);
- «Сăнсен» (1976);
- «Ирхи кӳлĕм» (1979);
- «Атнер» (1988);

На русском:
- «Круг жизни» (1977);
- «Холмы России» (1981).

Перевёл на чувашский произведения Пушкина, Лермонтова и Есенина.

## Награды
- Премия Комсомола Чувашии имени М. Сеспеля
- Государственная премия Чувашской ССР им. К. В. Иванова (1991)